# Богословов, Яков Аркадьевич
Я́ков Арка́дьевич Богосло́вов (20 октября 1881, Пензенская губерния — после 1918) — анархист, эсер, делегат Всероссийского Учредительного собрания, член КОМУЧа.

## Биография
Яков Богословов родился 20 октября 1881 года в селе Ново-Никольское Краснослободского уезда Пензенской губернии в семье дьякона Аркадия Богословова. Поступил и некоторое время учился в Пензенской духовной семинарии, но вынужден был оставить учебу, не окончив, за неимением средств к оплате. Вышел на работу на должность корректора в самарской газете «Волжское слово».
В 1902 году оказался под надзором полиции. По политическим взглядам сначала сблизился с анархистами, затем — с эсерами. Был арестован полицией в 1905 году с формулировкой «за подстрекательство крестьян» и провел год заключения в крепости. По решению суда Яков Богословов был сослан в Архангельскую губернию, но бежал из места ссылки. С 1911 года жил на нелегальном положении.
После Февральской революции был избран председателем Бузулукской уездной земской управы. В 1917 году был избран в члены Учредительного собрания по Самарскому избирательному округу от эсеров и Совета крестьянских депутатов (список № 3). 5 января 1918 года стал участников знаменитого заседания-разгона Собрания.
В 1918 году вошел в состав КОМУЧа. В дальнейшем его следы теряются: роль в Гражданской войне не ясна.